# 이원흥 (1880년)
이원흥(李源興, 1880년 8월 28일 ~ 1950년 12월 11일)은 조선 시대 사람이자 대한제국의 관료였다. 일제강점기에는 담배 경작자였다. 초명은 승옥(承鈺), 자(字)는 성백(成伯), 본관은 우계(羽溪)이다. 경기도 시흥군 안산 출신.
잠업강습소(蠶業講習所)를 졸업하고 1905년(광무 9)의 춘기 잠업시험방(春期蠶業試驗榜)에 4등으로 합격했다. 1906년(광무 10) 1월 6일 전라북도관찰부 주사에 임명되었으나, 그해 5월 5일 의원면직하였다. 일제강점기 당시 담배 경작을 하였으며, 광복 이후에도 생존해 있었다.

## 생애
아버지는 외부주사, 인천감리서 주사, 안산군청 주사를 역임하고 초지보통학교의 설립자 이민선이고, 어머니는 평산신씨로 진자 신학조(申學朝)의 딸이다. 시흥군 와리면 초지리 출신이다. 할아버지는 돈령부판관, 사헌부감찰을 지낸 이봉녕이고 증조부는 1811년조선통신사 김이교의 제술관으로 일본에 다녀온 이현상이다.
8대조는 이상우인데 성남에서 영평군 이동면으로 가서 정착했다. 경안찰방, 호군을 지낸 이상우의 8대손, 의관(醫官) 이희헌의 12대손이다. 15대조 이지방과 14대조 이광식, 종13대조 이전, 이용은 모두 무관 군인으로 활동했다. 6대조 이성석이 만년에 한성부 북부로 이주해 왔다. 친조부 이재성, 양조부 이재응 형제가 한성부 북부에서 안산 초지리로 이주해 왔다.
자(字)는 성백(成伯)이고 처음 이름은 승옥(承鈺)인데 뒤에 원흥으로 개명하였다. 1900년대 초(광무 연간)에 발간한 전주이씨 선원보 이종응(李鍾應)의 자녀 기록 중 둘째 사위 기록에 女 李承鈺 羽溪人父主事敏善이라 하여 그의 아버지 이민선이 주사직을 역임한 것이 확인되었다. 그가 이종응의 차녀와 혼인할 당시에는 이승옥(李承鈺)이었는데 뒤에 이름을 원흥으로 개명한 것이다. 승정원일기의 관직 임명 자료와 조선 대한제국 관보에 주사 임명 기록이 확인되었다. 이름 개명 시점은 알 수 없으나 1900년 당시에는 이승옥이었고 1905년 승정원일기와 대한제국 관보에는 이원흥으로 등장한다.
1908년~1911년 공립안산소학교의 한문 전과(전담) 부훈도, 훈도를 역임한 이원황은 계모 경주배씨가 낳은 이복동생이었다.
잠업강습소(蠶業講習所)를 졸업하고 1905년의 춘기잠업시험방(春期蠶業試驗榜)에 4등으로 합격했다. 합격자 발표는 그해 7월 10일에 발표되었다.
1906년 1월 6일 전라북도관찰부 주사 서 판임관 6등(全羅北道觀察府主事敍判任官六等)에 임용되었다. 1월 11일 수칙급세첩을 받았다.
1906년 1월 12일 전라북도관찰부 주사에 임용되었다. 1906년 5월 5일 전라북도관찰부 주사에서 의원면직하였다.
이후 자가용 연초 경작 면허를 취득, 경기도 안성군 일죽면 신흥리에서 담배 경작을했으나, 1924년 7월 11일 조선총독부로부터 자가용 연초 경작 면허를 취소당했다. 연초 경작 취소사유는 조선총독부 관보에 나타나지 않아 알 수 없다.
광복 이후에도 생존해 있었다. 그러나 그의 아들 영근, 윤근이 그보다 앞서 사망하였다. 1950년 12월 11일에 사망했다. 손자 이병욱(李炳旭)은 경제기획원, 국회 연락관(國會連絡官) 등을 역임했다.

## 가족 관계
- 양 조부이자 종조부 : 이재응(李在應)
- 생 조부 : 이재성(李在星)
- 아버지 : 이민선(李敏善, 1857년 10월 20일 ~ 1938년 7월 24일)
- 어머니 : 평산신씨(平山申氏, 1855년 4월 21일 ~ 1886년 8월 22일) 정삼품 학조(正三品學朝)의 딸, 조부는 진사 진현(晉顯), 증조부는 종2품 계(啓), 외조부는 배천인 조태근(白川人 趙泰根)
  - 동생 : 이원형(李源馨), 본생가 숙부, 호적상 당숙 돈선(敦善)의 양자로 출계
- 어머니(계모) : 경주배씨(慶州裵氏, 1865년 10월 4일 ~ 1938년 8월 15일), 배영선(裵永善)의 딸
  - 동생 : 이원황(李源璜, 1889년 1월 6일 ~ 1948년 1월 20일(?))
  - 제수 : 한소련(韓小蓮, 청주한씨(淸州韓氏), 1886년 7월 24일 ~ 1965년 10월 28일), 관찰사 육군참장 한진창(韓鎭昌)의 딸, 조부 증 참판 치원(致元), 증조 증 참판 익상(益相)
  - 동생 : 이원용(李源用, 1891년 ~ 1945년)
  - 동생 : 이원경(李源璟, 1896년 6월 4일 ~ ?), 자는 경옥(景玉)
  - 제수 : 영월엄씨(寧越嚴氏, 1896년 4월 20일 ~ ?), 엄도영(道永)의 딸, 조부는 석기(錫驥), 증조 강(堈), 외조는 수성인 최덕영(崔德泳)
  - 동생 : 이원종(李源琮, 1905년 11월 10일 ~ 1956년 2월 22일)
  - 동생 : 이원영(李源瑛)
  - 누이 : 이정원(李貞媛, ? ~ ?), 기업인
  - 매부 : 이천응(李天應, 1902년 ~ ?), 기업인, 이천자동차, 대광산업, 히카리자동차, 대륙상공 대표이사 사장, 전주이씨 신성군 후(信城君 珝) 후손
    - 외조카 : 이재학(李載學)
    - 외조카 : 이재설(李載卨), 대한민국에서 농림부 차관 역임
    - 외조카 : 이재석(李載錫), 국장 역임
- 부인 : 전주이씨(全州李氏, 1879년 6월 13일 ~ 1903년 7월 18일), 정삼품(正三品) 이종응(李種應)의 딸, 조부 참판 명식(明植), 증조 증협판(贈協辦) 염(濂), 외조 해주인 참령 오성묵(吳成黙)
- 부인 : 진주정씨(晉州鄭氏, 1885년 9월 12일 ~ 1931년 1월 25일), 주사 정재석(鄭載錫)의 딸, 조부 진사도정 양원(養遠)
  - 아들 : 이영근(永根, 1907년 5월 3일 ~ 1940년 4월 3일)
  - 며느리 : 해주오씨(海州吳氏, 1908년 6월 22일 ~ ?), 통정대부(通政大夫) 오성선(吳性善)의 딸
  - 아들 : 이호근(李浩根, 1914년 2월 22일 ~ ?)
  - 아들 : 이윤근(李潤根, 1917년 6월 25일 ~ 1946년 3월 29일)
  - 며느리 : 미상
  - 사위 : 오경근(吳慶根), 해주인(海州人), 부 정삼품 규영(奎永), 조 영장(營將) 정선(鼎善), 증조 현감 창묵(昌黙), 외조 남양인 부사 홍재순(洪在舜)
  - 사위 : 이민호(李民鎬), 전주인(全州人)
  - 사위 : 강석연(姜錫年), 진주인(晉州人)